# Puya tovariana
Puya tovariana är en gräsväxtart som beskrevs av Lyman Bradford Smith. Puya tovariana ingår i släktet Puya och familjen Bromeliaceae. Inga underarter finns listade i Catalogue of Life.